# Bridget Regan
Bridget Catherine Regan (Carlsbad (Californië), 3 februari 1982) is een Amerikaanse actrice.

## Biografie
Regan studeerde aan de Universiteit van North Carolina in Winston-Salem, waar zij in 2004 haar bachelor of fine arts behaalde in drama. Na haar studie verhuisde zij naar New York voor haar acteer carrière. 
Regan is getrouwd met een auteur die zij in Nieuw-Zeeland heeft leren kennen, en heeft uit dit huwelijk een dochter (2010) en een zoon (2018). 

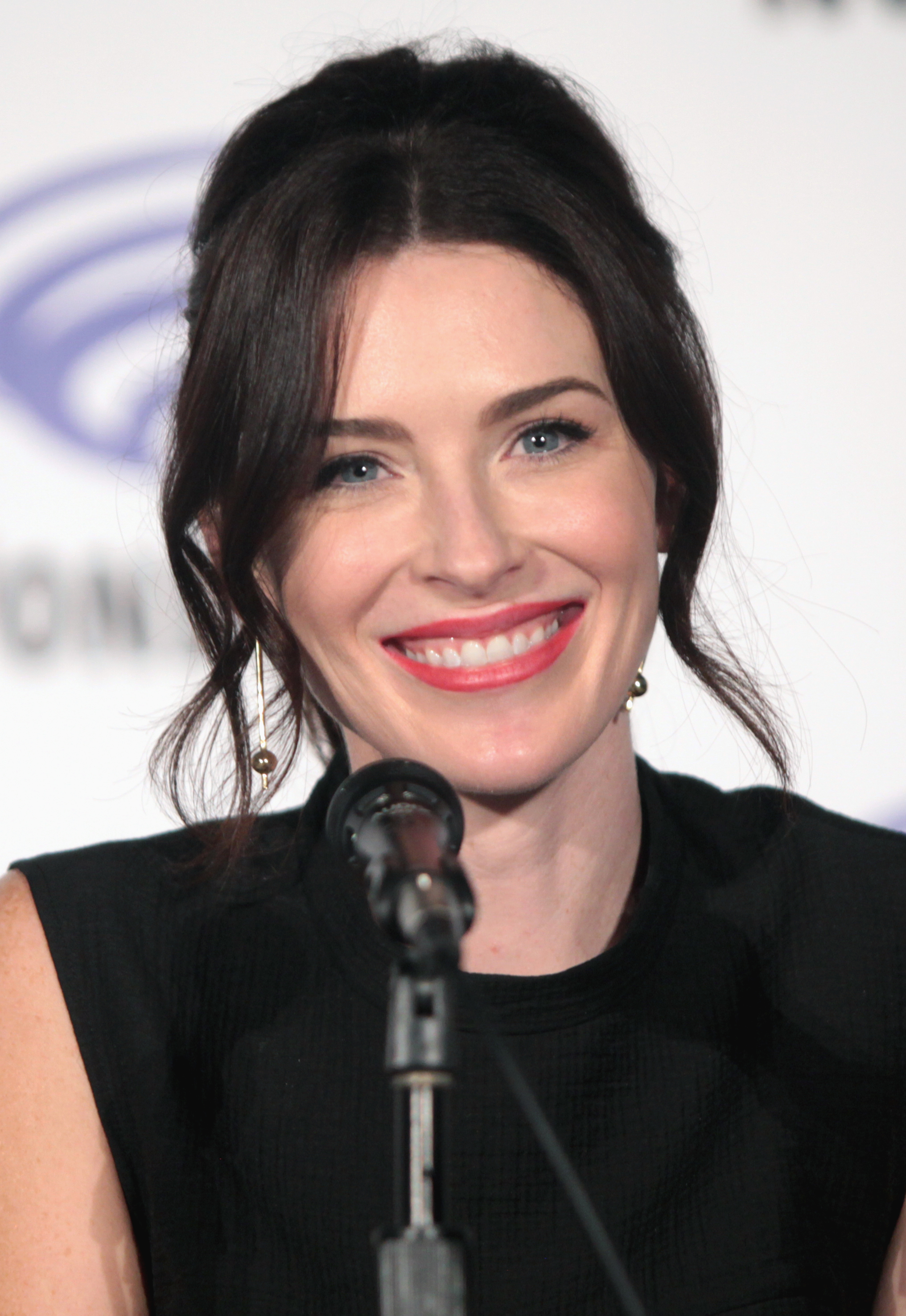
Bridget Regan in 2016

## Filmografie

### Films
- 2017: Christmas Getaway - als Emory Blake
- 2017: Devil's Gate - als Maria Pritchard
- 2015: Magic Stocking - als Lindsey Monroe
- 2015: The Leisure Class - als Fiona
- 2014: John Wick - als Addy
- 2013: Murder in Manhattan – als Lex Sutton
- 2012: The Frontier – als Hannah Strong
- 2011: Hide – als Annabelle Granger
- 2010: The Best and the Brightest – als Robin
- 2008: Sex and the City – als gastvrouw
- 2007: The Babysitters – als Tina Tuchman
- 2007: Supreme Courtships – als Holly
- 2006: The Wedding Album – als Kate

### Televisieseries
Uitgezonderd eenmalige gastrollen.
- 2022-2023: The Rookie - als Monica Stevens - 6 afl.
- 2022-2023: The Winchesters - als Rockin' Roxy - 4 afl.
- 2022: Listening In - als Susan - 5 afl.
- 2022: Batwoman - als Pamela Isley / Poison Ivy - 3 afl.
- 2020: Paradise Lost - als Frances Forsythe - 10 afl.
- 2014-2019: Jane the Virgin - als Rose - 32 afl.
- 2016-2018: The Last Ship - als Sasha Cooper - 33 afl.
- 2015-2016: Agent Carter - als Dottie Underwood - 10 afl.
- 2013-2014: White Collar - als Rebecca Lowe - 10 afl.
- 2013: Beauty and the Beast – als Alex Salter – 4 afl.
- 2012: Perception – als Victoria Ryland – 2 afl.
- 2008-2010: Legend of the Seeker – als Kahlan Amnell – 44 afl.
- 2007: The Black Donnellys – als Trish Hughes – 4 afl.
- 2006-2007: Law & Order: Criminal Intent – als Claudia Shankly – 2 afl.

- Biblioteca Nacional de España: XX5849977
- Bibliothèque nationale de France: cb165751792 (data)
- Gemeinsame Normdatei: 1217875417
- International Standard Name Identifier: 0000 0000 7795 5607
- Library of Congress Control Number: no2010065623
- Virtual International Authority File: 120574700
- WorldCat: E39PBJjRVmmXVj3B6469bjTPwC